# Christian Waldvogel

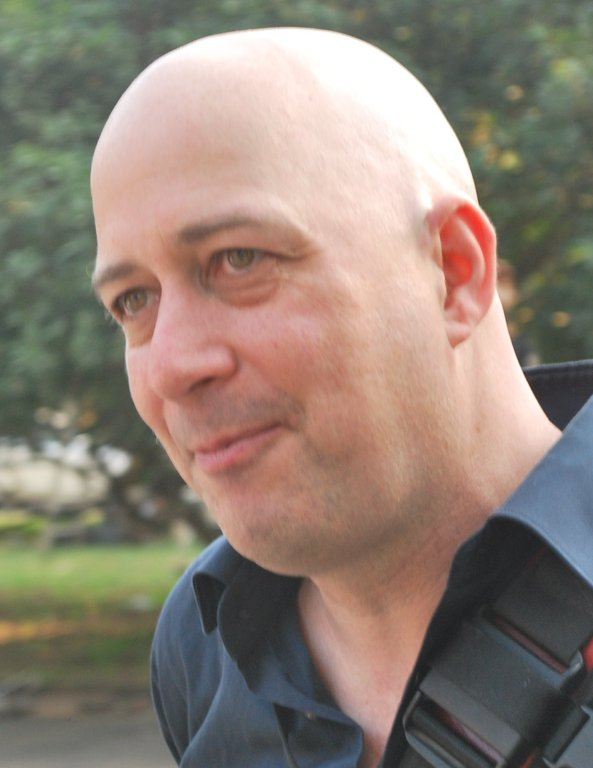
Christian Waldvogel

Christian Waldvogel (* 16. Juni 1971 in Austin, Texas) ist ein Schweizer Künstler und Architekt.

## Leben
Christian Waldvogel wuchs bei Zürich auf und besuchte das Gymnasium in Bülach. Anschließend studierte er Architektur an der ETH Zürich und an der Rhode Island School of Design und beendete dieses Studium 1999 mit dem Diplom als Architekt. Seither ist er als Künstler, Programmierer und Architekt tätig und lebt heute in Zürich.
Christian Waldvogel arbeitet im Bereich der Konzept-, Netz- und Prozesskunst. Er befasst sich mit der Erde als Planet im Universum, mit fiktiven Welten und dem Bezug des Menschen zu diesen Themen.

## Künstlerische Vorstellungen
Sein bisher wichtigstes Projekt, Globus Cassus, ist ein utopischer (und unmöglicher) Vorschlag für die Transformation der Erde in einen riesigen Hohlkörper, auf dessen Innenseite die Menschen leben würden. Globus Cassus wurde 2004 an der Architekturbiennale in Venedig erstmals der internationalen Öffentlichkeit vorgestellt und ist bis heute Gegenstand intensiver Diskurse.

## Ausstellungen

### Einzelausstellungen
- 2003 – Galerie Ursula Wiedenkeller, Zürich
- 2004 – Architekturbiennale, Venedig, Schweizer Pavillon
- 2006 – Kunstmuseum Bern
- 2010 – IG Halle im Kunst(Zeug)Haus Rapperswil
- 2012 – Herrmann Germann Contemporary, Zürich
- 2013 – Fondazione Morra Greco, Neapel
- 2013 – FRAC Lorraine, Metz
- 2014 – Helmhaus Zürich

### Gruppenausstellungen (Auswahl)
- 2001 – Schweizerische Landesbibliothek
- 2003 – Museum für Gestaltung Zürich
- 2003 – Kunsthalle Bern
- 2004 – Istituto Svizzero di Roma
- 2006 – Fotomuseum Winterthur
- 2006 – FRAC Lorraine, Metz
- 2006 – Townhouse Gallery, Kairo
- 2006 – Architekturbiennale, London
- 2006 – Helmhaus Zürich
- 2006 – Kunsthalle Winterthur
- 2007 – Museum für Gestaltung Zürich
- 2009 – Musée d’art Moderne, Saint-Étienne
- 2011 – Kunsthalle Wien

## Auszeichnungen (Auswahl)
- 2002 – Eidgenössischer Preis für Kunst Swiss Art Award
- 2003 – Eidgenössischer Preis für Kunst Swiss Art Award
- 2004 – Auszeichnung Schönste Schweizer Bücher 2004
- 2005 – Goldmedaille Schönste Bücher aus aller Welt
- 2011 – Auszeichnung Schönste Schweizer Bücher 2010
- 2011 – Bronzemedaille Schönste Bücher aus aller Welt
- 2011 – Eidgenössischer Preis für Kunst Swiss Art Award

## Publikationen
- Globus Cassus (mit Beiträgen von Boris Groys, Claude Lichtenstein und Michael Stauffer). Lars Müller, Baden 2004, ISBN 3-03778-045-2
- Earth Extremes (herausgegeben von Jacqueline Burckhardt, Christian Waldvogel und Jonas Voegeli, mit einem Beitrag von Jörg Heiser). Scheidegger & Spiess, Zürich 2010, ISBN 978-3-85881-305-3

## Quelltexte (Auswahl)
- 2001 – Ein Stück Erde in den Himmel versetzt, zusammen mit smarch (Bern), in Bibliotheken bauen, Birkhäuser Verlag, Basel, ISBN 3-7643-6429-7
- 2003 – Wohnräume–Wohnträume, Katalog zur Ausstellung, Edition Museum für Gestaltung, Zürich, ISBN 978-3-907065-98-3
- 2005 – First Panorama of Titan, publiziert in verschiedensten Medien der internationalen Tages- und Fachpresse
- 2006 – Reale Fantasien. Junge Schweizer Fotografie, Christoph Merian Verlag, Basel, ISBN 978-3-85616-274-0
- 2006 – Uchronies et autres Fictions, Editions FRAC Lorraine, Metz ISBN 2-911271-09-2
- 2006 – 1001 Nacht – Wege ins Paradies, Verlag Philipp von Zabern, Mainz, ISBN 978-3-8053-3700-7
- 2007 – Nature Design, Lars Müller Publishers, Baden, ISBN 978-3-03778-100-5